# Shavo Odadjian
Shavarsh Odadjian, detto Shavo (in armeno Շավարշ Օդաջյան?, Šavarš Òdaǰyan; Erevan, 22 aprile 1974), è un bassista statunitense di origini armene, cofondatore dei System of a Down.

## Biografia

### Primi anni
Durante la sua gioventù, Odadjian passava parecchio tempo sul suo skateboard, ascoltava musica punk e heavy metal. Tra le sue band preferite troviamo Kiss, Dead Kennedys, Black Sabbath e The Pink Angel. Si trasferì a Los Angeles, in California, quando era ancora molto giovane. Lì crebbe con sua nonna; alla sua morte, Shavo dichiara di aver perso la fede e di aver smesso di pregare ogni sera come faceva precedentemente.
Ha frequentato la Rose and Alex Pilibos Armenian School, una scuola parrocchiale armena situata a Los Angeles. Assieme a lui, la frequentavano due futuri membri dei System of a Down, Daron Malakian e Serj Tankian, ma non si trovarono nella stessa classe data la differenza di età.

### System of a Down
Mentre lavorava come impiegato in banca, iniziò a fare da manager e da chitarrista ritmico al gruppo Soil, fondato nel 1993 con Daron Malakian e Serj Tankian, il quale lo incontrò in uno studio di registrazione dove stava registrando con il suo gruppo. In seguito allo scioglimento dei Soil nel 1995, Tankian, Malakian e Odadjian fondarono i System of a Down, di cui diverrà il bassista. Alla batteria venne reclutato Ontronik "Andy" Khachaturian, il quale abbandonò il gruppo nel 1997 in seguito a un infortunio alla mano e fu sostituito da John Dolmayan.

### Altre attività
- Odadjian è un DJ molto popolare nella zona di Los Angeles; ha preso parte ad eventi come il Rock/DJ Explosion al The Roxy a Hollywood, in California, il 2 marzo del 2001, collaborando anche con Serj Tankian e Arto Tunçboyacıyan all'album Serart.
- È anche regista dei video di Aerials, Toxicity, Question! e Hypnotize; ha girato anche video per i Taproot, con l'uso di atmosfere surreali e nuovi metodi di filmaggio.
- Ha fatto una piccola apparizione nel film Zoolander; il suo attore preferito è Christopher Walken; ha dichiarato di essere un appassionato dell'occulto, soprattutto nei film.
- Ha scritto insieme ad altri musicisti la colonna sonora del film Babylon A.D.

## Discografia

### Con i System of a Down
- 1998 – System of a Down
- 2001 – Toxicity
- 2002 – Steal This Album!
- 2005 – Mezmerize
- 2005 – Hypnotize

### Con i North Kingsley
- 2020 – Vol. 1 (EP)

### Collaborazioni
- 2000 – Snot – Strait Up (basso in Catch a Spirit)
- 2001 – Hemlock – Pigeon Holed (chitarra in Kill Your Children)
- 2003 – Serart – Serart (giradischi in Narina)
- 2006 – KCUF – Modern Primitive Punk (chitarra in Bloodbath)
- 2007 – Wu-Tang Clan – 8 Diagrams (basso in Unpredictable e Starter)
- 2007 – DJ Muggs vs. Sick Jacken feat. Cynic – Legend of the Mask and the Assassin (sitar in God's Banker)
- 2007 – Rob Gee – Natas Productions (presente in The Breaks)
- 2008 – Brooklyn Zu – Chamber #9, Verse 32 (basso in If I Had a Gun di 12 O'Clock & Buddha Monk)